# ميلينا نيكوليتش
ميلينا نيكوليتش (6 يوليو 1992 بالبوسنة والهرسك - ) هي لاعبة كرة قدم بوسنية في مركز الهجوم. شاركت مع منتخب البوسنة والهرسك تحت 19 سنة لكرة القدم للسيدات ومنتخب البوسنة والهرسك لكرة القدم للسيدات. أما مع النوادي، فقد لعبت مع سبارتاك سوبتيتسا وŽFK Spartak Subotica ‏.

## وصلات خارجية
- ميلينا نيكوليتش على موقع الاتحاد الأوربي (الإنجليزية)
- ميلينا نيكوليتش على موقع قاعدة بيانات كرة القدم.إي يو (الإنجليزية)
- ميلينا نيكوليتش على موقع Soccerway.com (الإنجليزية)
- ميلينا نيكوليتش على موقع عالم كرة القدم.نت (الإنجليزية)